# M107 Self-propelled gun
Die M107 ist ein schweres Selbstfahrgeschütz, das während des Kalten Krieges für die United States Army entwickelt wurde. Es wurde von den amerikanischen Streitkräften im Vietnamkrieg eingesetzt. Auch die Bundeswehr wurde mit dieser Selbstfahrlafette ausgerüstet.

## Geschichte
In den 1950er-Jahren sollten die vorhandenen Selbstfahrlafetten (M55 mit 203-mm-Haubitze, M53 mit 155-mm-Geschütz), die aufgrund ihres hohen Gewichts nicht lufttransportfähig waren und nur einen begrenzten Fahrbereich aufwiesen, durch ein neues einheitliches Fahrgestell ersetzt werden. Die Pacific Car and Foundry entwarf daraufhin ein neues Fahrgestell. Sechs Prototypen wurden gebaut; neben drei 203-mm-Haubitzen T236 und einem 155-mm-Geschütz T245 entstanden zwei Prototypen T235 mit einer 175-mm-Kanone, aus denen nach zweijähriger Erprobungszeit die M107 hervorging.
Die Serienproduktion des M107-Geschützes begann 1962 bei der Pacific Car and Foundry Company und lief bis 1980 auch bei Bowen-McLaughlin-York und der FMC Corporation weiter. Die Version mit 203-mm-Rohr wurde als M110 bezeichnet.

## Technik

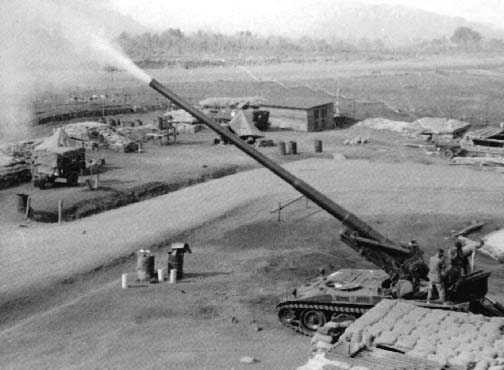
M107 feuert

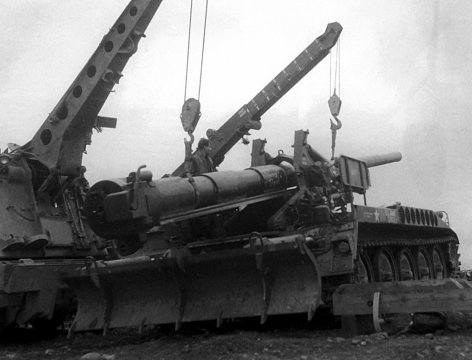
Rohrwechsel oder Umrohrung

Die Selbstfahrlafette, die auch bei der M110-Feldhaubitze (SF) verwendet wird und deren Fahrgestell auch der Bergepanzer M578 hat, besteht aus verschweißten Stahlplatten mit bis zu 1,3 cm Dicke. Bis auf den gepanzerten Fahrersitz, der sich vorne links befindet, verfügt das Fahrzeug für die Besatzung über keinerlei Schutz vor Splittern und Beschuss.
Der Antrieb erfolgt über einen Achtzylinder-V-Motor (Zweitakt-Dieselmotor) 8V71T von Detroit Diesel mit 298 kW (405 PS). Das Kettenlaufwerk mit 46 cm breiten Gleisketten war drehstabgefedert. Es besitzt Federsperrzylinder, die für den Feuerkampf gesperrt werden, um ein Einfedern und Springen des Geschützes bei der Schussabgabe zu verhindern.
Auf dem Fahrgestell befindet sich die Lafette, die das 175-mm-Kanonenrohr M113 mit 10,6 Metern Rohrlänge trägt. Wegen der großen Kopflastigkeit des langen Rohres wird es für den Fahrbetrieb auf der Rohrwiege zurückgezogen. Im Feuerkampf wird die Kopflastigkeit durch stickstoffgefüllte Ausgleicher links (siehe Bild) und rechts des Rohres egalisiert, so dass Heben und Senken des Rohres mit gleichem Kraftaufwand erfolgen können.
Der Rückstoß beim Abfeuern wird durch eine hydraulische Rohrbremse gedämpft, die übrige Rückstoßenergie leitet ein hydraulisch absenkbarer Schild in den Boden ab. Nach dem beendeten Rücklauf wird das Rohr durch den Rohrvorholer in die Ausgangsposition gebracht. Der Schwenkbereich des Rohres beträgt 533 Strich (ca. 30°) zu jeder Seite, das Höhenrichtfeld beträgt 1160 Strich (65 Grad; von −2° bis +63°).
Zum Laden des Geschützes nutzen die Munitionskanoniere den hydraulischen Ansetzer, der die bis zu 66 kg schweren Granaten mit ihrem Führungsring in den Übergangskegel des Rohres presst. Der Verschluss ist ein dreh- und schwenkbarer Schraubverschluss mit Bajonettgewinde.
Auf der Selbstfahrlafette befinden sich fünf Sitzplätze für Geschützführer, Richt- und Munitionskanoniere (K1 bis K4). Zur US-Geschützgruppe gehörte daher ein M548-Schlepper; in der Bundeswehr war die Geschützgruppe mit einem Mannschaftstransportwagen Lkw 7t gl bzw. Lkw 7t mil gl ausgestattet. Bei der Bundeswehr wurden auf der Selbstfahrlafette zwei Schuss mitgeführt; weitere 30 Schuss auf dem Begleitfahrzeug. Nicht an der Wanne verzurrtes Gerät wurde in Gerätekisten am Erdsporn hängend mitgeführt.

### Munition
Die M107 verwendet getrennt geladene Munition mit drei variablen Treibladungsbeuteln (Zonenladungen). Das heißt, das Geschoss und die Treibladung werden nacheinander geladen. Folgende Munition aus den USA sowie anderen Staaten stehen zur Verfügung:
| Name         | Geschosstyp                         | Geschossgewicht | Füllung                           | Mündungsgeschwindigkeit | Schussdistanz |
| ------------ | ----------------------------------- | --------------- | --------------------------------- | ----------------------- | ------------- |
| M437         | Sprenggranate                       | 66,8 kg         | 13,6 kg Composition B oder TNT    | 914,4 m/s               | 32,7 km       |
| ERSC Mk. 7   | Extended Range Sub Calibre-Geschoss | 52,4 kg         | 4,7 kg TNT                        | unbek.                  | 40,0 km       |
| M366/CL 3014 | Cargogeschoss                       | 61,1 kg         | 81 × CL3022 (M85)-Bantam-Bomblets | 914,4 m/s               | 32,0 km       |
| T223         | Geschoss für Chemische Kampfstoffe  | 67,3 kg         | Sarin oder VX                     | unbek.                  | 32,0 km       |

Technische Daten aus
Als Zünder können Aufschlagzünder, Verzögerungszünder oder Näherungszünder verwendet werden. Weiter stehen für die M107 Nebelgeschosse, Leuchtgeschosse sowie Exerzier- und Übungsgeschosse zur Verfügung.

## Einsatz

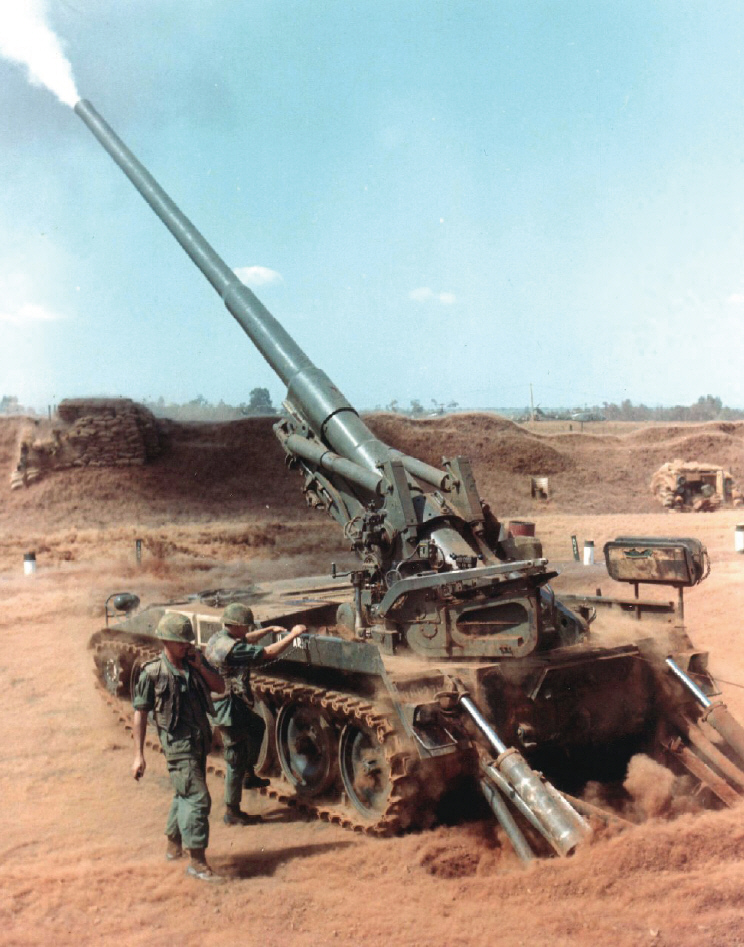
Eine M107-Kanone im Feuerkampf, Vietnamkrieg 1968

Hauptsächlich wurde die M107 während des Vietnamkriegs eingesetzt, wo sie als weitreichende Unterstützungswaffe (Feuerreichweite bis zu 33 km) die amerikanischen Operationen unterstützte. Unter anderem lieferten sie sich Feuerduelle mit nordvietnamesischen Geschützen über die entmilitarisierte Zone zwischen Nord- und Südvietnam hinweg. Bei der Schlacht um Khe Sanh unterstützten die Geschütze die eingeschlossenen Marines aus den Feuerbasen Rockpile und Camp Carrol.
Anfang der 1980er-Jahre wurde die M107 bei der US-Armee außer Dienst gestellt. Einige wurden mit 203-mm-Rohren zu M110-Geschützen umgerohrt. In einigen anderen Ländern steht das Geschütz immer noch im Dienst.

### Feldkanone 175mm M107 SF / Bundeswehr
Bei der Bundeswehr wurde die M107 ab 1964 in die Feldartilleriebataillone der Artillerieregimenter der Heeresdivisionen eingeführt. Die zur Geschützgruppe gehörenden Lkw 7t gl erhielten in den 1970er Jahren einen Rüstsatz zur Aufnahme der Kampfbeladung, der Gerätschaften und der Mannschaftssitze. Als Kampfsatz waren 2 Schuss festgeschrieben.
In den 1980er-Jahren wurde sie zur M110 umgerohrt oder ausgemustert.

## Spezifikation des Geschützes
- Typ: schwere Artillerie (Feldkanone auf Selbstfahrlafette)
- Bedienung: 13 Mann
- Kaliber: 175 mm
- Rohrlänge: 10,60 m
- Kadenz: max. 60 Schuss/Stunde
- max. Schussweite: 32.700 m
- Schwenkbereich: +/− 30 Grad

## Nutzerstaaten
Daten aus
- Deutschland – 150
- Griechenland – 12
- Iran – 40
- Israel – 150
- Italien – 18
- Niederlande – 24
- Spanien – 12
- Südkorea – 50
- Türkei – 36
- Vereinigtes Königreich – 36
- Vereinigte Staaten – unbekannte Anzahl
- Vietnam – 174